# Gesellschaft für musikalische Aufführungs- und mechanische Vervielfältigungsrechte
Die Gesellschaft für musikalische Aufführungs- und mechanische Vervielfältigungsrechte (GEMA) ist eine weltweit agierende Autorengesellschaft (Verwertungsgesellschaft) für Werke der Musik. Sie verwaltet in Deutschland die Nutzungsrechte aus dem Urheberrecht von über 90.000 Mitgliedern (Komponisten, Textdichtern und Musikverlegern) sowie von fast zwei Millionen Rechteinhabern aus aller Welt.
Die GEMA hat als gesetzliche Verwertungsgesellschaft die Rechtsform eines wirtschaftlichen Vereins nach § 22 BGB. Der Verein hat seinen Sitz in Berlin und wird gerichtlich und außergerichtlich durch den Vorstand der dortigen Generaldirektion vertreten. Vorstandsvorsitzender der GEMA ist seit dem 1. Oktober 2023 Tobias Holzmüller. Vorsitzender des Aufsichtsrats ist der Komponist Dr. Ralf Weigand. Darüber hinaus wird durch die GEMA deutschlandweit auch noch eine Reihe von gleichnamigen Bezirksdirektionen betrieben, welche die wirtschaftliche Vermarktung der Musikprodukte des Vereins durch Marketing- und Inkassodienstleistungen vorantreiben und überwachen.
Gegründet wurde die heutige Organisation 1933 als STAGMA, seit 1947 trägt sie den Namen GEMA.
Für das Jahr 2020 hatte die GEMA Gebühren von fast einer Milliarde Euro (958,8 Mio. €; 2019: 1.069,4 Mio. €) eingetrieben. Aus dieser Summe schüttete sie 2021 806,5 Mio. € an ihre Mitglieder und die weltweiten Rechteinhaber aus.
Andere Verwertungsgesellschaften sind zum Beispiel in Österreich die AKM und in der Schweiz die SUISA.

## Mitgliedschaft und Struktur

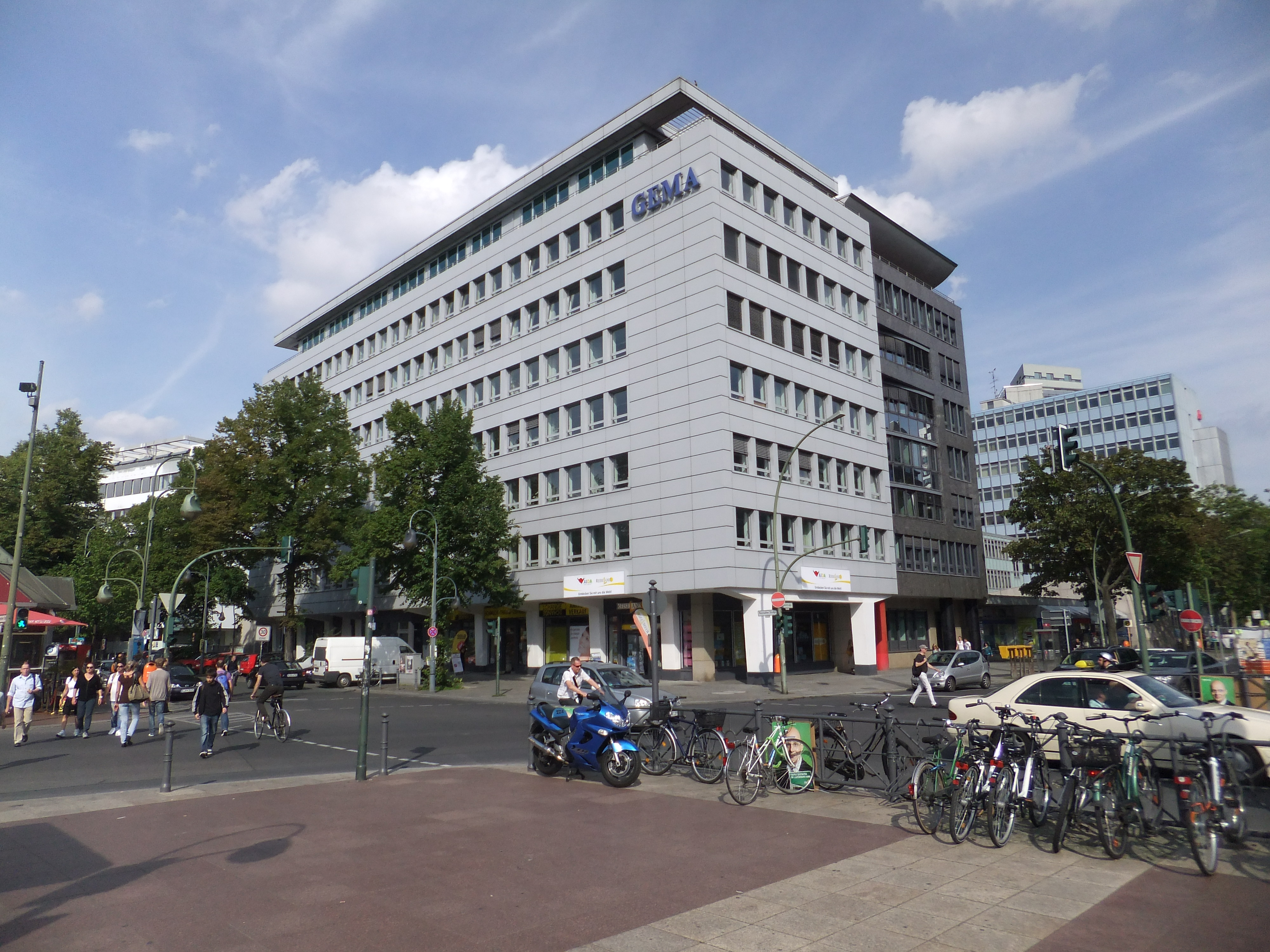
Die GEMA-Generaldirektion Berlin in der Bayreuther Straße

Der Verein vertritt Stand 2023 etwa 5.000 Komponisten, Textdichter und Musikverleger in Deutschland. Hinzu kommen etwa 85.000 Komponisten, Textdichter und Verleger mit stark eingeschränkten Rechten. Zusätzlich hat sie noch weitere zwei Millionen Berechtigte im Ausland (Stand: Ende 2020).
Die Mitgliedschaft ist notwendigerweise freiwillig, da die sich aus dem Urheberrecht automatisch ergebenden Nutzungsrechte zunächst ausschließlich dem Urheber vorbehalten sind. Da das Urheberrecht selbst nicht übertragbar ist, kann der Urheber nur die Wahrnehmung desselben an eine andere natürliche oder juristische Person übertragen. Es bleibt einem Urheber also theoretisch vorbehalten, seine Rechte selbst wahrzunehmen oder diese Aufgabe einem Dritten (z. B. einer Verwertungsgesellschaft) zu übertragen. Konkret bedeutet der Begriff Wahrnehmung, dass Nutzer von bei der GEMA registrierten Werken – hauptsächlich Hersteller von (Bild-/)Tonträgern, Rundfunk- und Fernsehsender, Veranstalter von Live-Musik, Straßenfesten, Weihnachtsmärkten – bei der GEMA die jeweils notwendigen Nutzungsrechte gegen eine Nutzungsgebühr erwerben müssen. Das dadurch eingenommene Geld wird dann von der GEMA nach Abzug einer Verwaltungsgebühr an die Berechtigten, also die Urheber und Verlage, ausgezahlt.
De facto wurde jedoch bislang jeder Versuch der Gründung einer Konkurrenzinstitution zur GEMA vom Deutschen Patentamt verhindert und die Eigenvertretung der Rechtsansprüche ist für einen einzelnen Künstler kaum zu bewerkstelligen.
Um von der GEMA vertreten zu werden, muss mit dieser ein Berechtigungsvertrag abgeschlossen werden, der die GEMA zur Rechtewahrnehmung für das Gesamtrepertoire des betreffenden Urhebers/Verlags bevollmächtigt.
Mitglied können werden: Komponisten, Textdichter vertonter Texte (also z. B. keine Romanautoren), Rechtsnachfolger von Komponisten und Textdichtern sowie Musikverleger.
Der Verein organisiert sich getrennt nach Berufsgruppen und Arten der Mitgliedschaft. Die drei Berufsgruppen (auch Kurien genannt) sind die Komponisten, Textdichter und Verleger. Es gibt zwei Formen der Mitgliedschaft: die außerordentliche und die ordentliche Mitgliedschaft. Ende 2020 waren von den Mitgliedern der GEMA 71.248 Komponisten und Textdichter, 4.962 Verleger und 4.624 Rechtsnachfolger.
Außerordentliches Mitglied kann jeder Komponist, Textdichter oder Verleger werden (siehe oben). Außerordentliche Mitglieder gelten zwar nicht als Mitglieder im Sinne des Vereinsrechts, erhalten aber ihre Ausschüttungen nach den gleichen Regeln wie die anderen Mitglieder. Außerordentliche Mitglieder können nach fünfjähriger außerordentlicher Mitgliedschaft auf Antrag ordentliche Mitglieder werden, wenn sie innerhalb von fünf aufeinanderfolgenden Jahren 30.000 € an GEMA-Aufkommen erwirtschaftet haben (davon mindestens vier Jahre lang ununterbrochen jeweils mindestens 1.800 €). Für Verleger gilt ein erhöhter Satz von 75.000 € (davon vier Jahre lang mindestens 4.500 €).
Mit Mitteln aus der GEMA-Stiftung werden bedürftige Komponisten, Textdichter und Musikverleger sowie deren Angehörige auf Antrag unterstützt.
Satzungsfragen, zu denen u. a. auch Verteilung und Auszahlungsmodalitäten gehören, werden in der Mitgliederversammlung diskutiert und gegebenenfalls Änderungen beschlossen; stimmberechtigt in der Mitgliederversammlung sind die ordentlichen Mitglieder sowie die insgesamt 64 Delegierten der außerordentlichen Mitglieder. Die Mitgliederversammlung wählt die 15 Mitglieder des Aufsichtsrates (sechs Komponisten, vier Textdichter, fünf Verleger). Der Aufsichtsrat wählt aus seiner Mitte den Aufsichtsratsvorsitzenden und ist verantwortlich für die Zusammensetzung des Vorstandes.
Laut Satzung müssen die Delegierten der außerordentlichen Mitglieder nach folgendem Schlüssel bestimmt werden: 32 Delegierte müssen Komponisten sein (davon mindestens 12 Erben/Rechtsnachfolger), 12 Textdichter (davon mindestens 6 Erben), sowie 20 Verleger. Im Jahre 2010 waren in der Gruppe der außerordentlichen Mitglieder 6 Personen (0,1 %) Erben und bei den damals noch bestehenden angeschlossenen Mitgliedern 3.749 Personen (6,9 %). Einer Minderheit von 26 Vertretern der aktuell tätigen Komponisten und Textdichtern steht somit eine Mehrheit von 38 Rechteverwaltern und Rechtsnachfolgern gegenüber.

## Vergütung und Pauschalabgabe

### Werke und Medien
Für die öffentliche Aufführung von urheberrechtlich geschützten musikalischen Werken aus dem sogenannten „Weltrepertoire“ der GEMA müssen Lizenzvergütungen an die GEMA abgeführt werden, die diese nach einem komplexen Verteilerschlüssel an ihre Mitglieder ausschüttet. Veranstalter müssen nach einer GEMA-pflichtigen Veranstaltung in Deutschland die Musikfolgen bzw. Setlists an die GEMA senden. Die Ausschüttung der Tantiemen (auch Royalties) erfolgt nach einem Punktesystem, das zwischen U-Musik und E-Musik unterscheidet; ein einzelnes Werk aus der Popmusik von üblicher Spieldauer wird beispielsweise mit 12 Punkten bewertet, ein mit großem Orchester instrumentiertes Werk von mehr als sechzig Minuten Spieldauer dagegen mit 1.200 Punkten.
Nach § 54 Urheberrechtsgesetz kann für Geräte und Medien, die „[…] zur Vornahme [von] Vervielfältigungen benutzt […]“ werden, eine sogenannte Pauschalabgabe erhoben werden, die bereits im Kaufpreis enthalten ist. Diese Abgabe geht zunächst an die Zentralstelle für private Überspielungsrechte (ZPÜ) und wird von dort zu einem Teil an die GEMA weitergeleitet. Für die von der Pauschalabgabe betroffenen Geräte und die Erhebungssätze siehe Pauschalabgabe#Aktuelle Sätze in Deutschland.
Der Weltverband der Phonoindustrie (IFPI) beantragte im Januar 2004, den 1997 vereinbarten Vergütungssatz für die Lizenzierung von Tonträgern von derzeit 9,009 % des Herstellerabgabepreises auf 5,6 % zu senken. Die GEMA kritisierte diesen Vorstoß als „Versuch der deutschen Tonträgerindustrie, ihre Probleme auf dem Rücken und zu Lasten der schöpferischen Komponisten und Textdichter zu lösen“.
2005 hat die Schiedsstelle beim Deutschen Patent- und Markenamt in München zugunsten der GEMA entschieden. Der Vergütungssatz wurde nicht abgesenkt. Auch weitere Schiedsstellenverfahren, die von der IFPI angestoßen wurden (Musikvideos, Downloads und Klingeltöne) entschied die Schiedsstelle des Deutschen Patentamtes 2006 zugunsten der GEMA.
Seit April 2003 bietet die GEMA auf ihrer Website einen Zugang zu ihrer Werke-Datenbank mit rund 1,6 Millionen urheberrechtlich geschützten musikalischen Werken an.

### Abgrenzung zu anderen Gesellschaften
Die GEMA nimmt im Online-Bereich nur noch die Rechte ihrer eigenen Mitglieder wahr. Im wirtschaftlich wesentlich bedeutenderen internationalen Bereich werden die Nutzungsrechte für Online-Nutzungen durch eigens gegründete Gesellschaften wahrgenommen, die von den Rechteinhabern selbst (i. d. R. den Musikverlegern) betrieben werden, z. B. der SOLAR-Music Rights Management GmbH für das Sony- und EMI-Repertoire oder der ARSEA GmbH für das BMG-Repertoire, an denen die GEMA nur gesellschaftliche Anteile hält. Die Online-Nutzungen des bedeutenden US-Repertoires werden von der SESAC Deutschland GmbH mit Sitz in München (SESAC International) administriert.

### Gebühren
Die Gebühren für Aufführungen und Hintergrundmusik sind gestaffelt. Die Vergütungssätze richten sich nach der Branche des Betreibers und der Größe der Veranstaltungsräume.
Die Einspielung von GEMA-pflichtiger Musik in Telefonanlagen zur Untermalung von Telefonansagen in Anrufbeantwortern oder von Telefonwarteschleifen ist für Unternehmen vergütungspflichtig. Auch die Aufwertung von gewerblichen Internetauftritten durch akustische Markenführung (Audio-Branding) unter Einbeziehung von Musik ist anmeldepflichtig.
Für bestimmte Veranstaltungen gewährt die GEMA Ermäßigungen. Hierzu zählen einerseits Benefizveranstaltungen (10 %), andererseits aber auch religiöse, kulturelle oder soziale Veranstaltungen im Allgemeinen (15 %). Letztere erhalten eine noch weitgehendere Ermäßigung, wenn nachweislich keine wirtschaftlichen Ziele verfolgt werden (bis zu 20 %). Des Weiteren sieht die GEMA Nachlässe auf Gesamtverträge mit Verbänden vor.

### Gebührenfreie Veranstaltungen
Gänzlich entfällt hingegen die Vergütungspflicht bei Veranstaltungen der Jugendhilfe, der Sozialhilfe, der Alten- und Wohlfahrtspflege, der Gefangenenbetreuung sowie Schulveranstaltungen, sofern sie nach ihrer sozialen oder erzieherischen Zweckbestimmung nur einem bestimmt abgegrenzten Kreis von Personen zugänglich sind, die Teilnehmer der Veranstaltung ohne Entgelt zugelassen werden und die Musiker keine besondere Vergütung erhalten (§ 52 Abs. 1 Satz 3 UrhG). Des Weiteren sind unter bestimmten Voraussetzungen auch solche von Bildungseinrichtungen vergütungsfrei, wenn diese der Veranschaulichung des Unterrichts dienen – beispielsweise ein Schülerkonzert, an dem nur Angehörige der Bildungseinrichtungen und deren Familien teilnehmen oder zum Zwecke der Unterrichtsgestaltung (§ 60h Abs. 2 Nr. 1 UrhG).
In Bayern werden die GEMA-Gebühren für eintrittsfreie Veranstaltungen ehrenamtlicher, gemeinnütziger Vereine seit dem 1. April 2023 im Rahmen einer Pauschalregelung von der Bayerischen Staatsregierung übernommen. Die Gebührenübernahme gilt für bis jährlich zu vier Veranstaltungen, etwa für eintrittsfreie Vereinsfeste, jedoch nicht für Konzerte, Festumzüge, Theater/Kabarett, Tanzkurse oder Sportveranstaltungen, Streaming-Veranstaltungen oder dauerhafte Hintergrundmusik.

## Rechtsgrundlage
Die Arbeit aller Verwertungsgesellschaften basiert auf Gesetzen und Verordnungen. In Europa beziehen Verwertungsgesellschaften ihre Legitimation aus dem verfassungsrechtlich zugesicherten Schutz geistigen Eigentums, dem Immaterialgüterrecht, welches in den Verfassungen der europäischen Staaten verankert ist.
Obwohl der Begriff des geistigen Eigentums in der norddeutschen Bundesverfassung von 1867 und der deutschen Reichsverfassung von 1871 bereits eingeführt worden ist, ist in Art. 14 Grundgesetz nur noch allgemein die Rede von Eigentum, Erbrecht und Enteignung, was jedoch das geistige Eigentum einschließt. In den Landesverfassungen von Bayern, ehemals auch Baden und Hessen, welche noch vor dem Grundgesetz entstanden sind, wird hingegen das geistige Eigentum von Urhebern, Erfindern und Künstlern direkt unter den Schutz des Staates gestellt, was die Existenz von Verwertungsgesellschaften somit ausdrücklich ermöglicht.
Darüber hinaus erfahren Verwertungsgesellschaften ihre Legitimation aus dem Urheberrecht, welches ebenfalls in allen europäischen Staaten gesetzlich geregelt ist. Urheberrechtsgesetze (in Deutschland konkret das Gesetz über Urheberrecht und verwandte Schutzrechte) räumen dem Urheber eine Reihe von Verwertungsrechten ein, die er jedoch ohne Verwertungsgesellschaft allein kaum wahrnehmen könnte, weshalb er sie abtritt. Abgetretene Verwertungsrechte werden zu Nutzungsrechten.
In Deutschland regelt dies zum Beispiel das Urheberrechtswahrnehmungsgesetz vom 9. September 1965. Kern dieses Gesetzes ist der Wahrnehmungs- (§ 6 UrhWahrnG) und Abschlusszwang (§ 11 UrhWahrnG), auch Kontrahierungszwang genannt, was bedeutet, dass Verwertungsgesellschaften auf der einen Seite alle ihr übertragenen Rechte auch tatsächlich verfolgen müssen und auf der anderen Seite niemandem (zum Beispiel Urheber, Komponist, Textdichter oder auch Tonträgerhersteller) den Eintritt in die Verwertungsgesellschaft verwehren dürfen, solange alle Eintrittsbedingungen erfüllt sind. Am 1. Juni 2016 wurde das Urheberrechtswahrnehmungsgesetz durch das Verwertungsgesellschaftengesetz (VGG) ersetzt. Diese Regelungen finden sich seitdem in den §§ 9 und 34 VGG.
Die GEMA unterliegt einem doppelten Kontrahierungszwang, d. h., sie ist auf der einen Seite ihren Mitgliedern gegenüber verpflichtet, die ihr eingeräumten Rechte wahrzunehmen. Auf der anderen Seite ist sie aber weiterhin in der Pflicht, dem Musiknutzer diese Rechte auf Nachfrage gegen Entgelt einzuräumen.

## Geschichte

Altes Logo

### Vorläufer in den Jahren 1902 bis 1933
Mit dem Inkrafttreten des Gesetzes betreffend das Urheberrecht an Werken der Literatur und Tonkunst im Januar 1902 wurde niedergeschrieben, dass es zur öffentlichen Aufführung eines musikalischen Werkes der Genehmigung eines jeden Autors bedarf.
In der Folge wurde von der Genossenschaft Deutscher Tonsetzer (GDT) am 1. Juli 1903 die Anstalt für musikalisches Aufführungsrecht (AFMA) gegründet. Dies ist deutlich später als zum Beispiel in Frankreich, wo bereits 1851 die Verwertungsgesellschaft SACEM gegründet wurde, deren Ursprünge in einem Interessenverband aus Musikern und Verlegern, der Agence Centrale, zu finden sind.
Initiatoren des Gründungsprozesses in Deutschland waren Richard Strauss, Hans Sommer und Friedrich Rösch. Geführt wurde die GDT von den erfolgreichsten Komponisten der Ernsten Musik (E-Musik) der damaligen Zeit, unter anderem von Engelbert Humperdinck, Georg Schumann und vor allem von Richard Strauss. Der Vorstand der GDT war gleichzeitig der Vorstand der AFMA.
1904 wurde von der GDT eine Denkschrift zum Zweck und Sinn der AFMA veröffentlicht, da sowohl unter Musikern als auch unter Veranstaltern und Nutzern noch große Verwirrung bestand. Zentraler Punkt der Schrift ist folgender Abschnitt, dessen Sinngehalt zum Großteil auch heute noch in der Vereinssatzung der GEMA zu finden ist:
„Die Anstalt verfolgt keinerlei privatwirtschaftliche Zwecke. Sie ist nur eine Vermittlungsstelle. Einen Reservefonds sammelt sie nicht. Ein Geschäftsgewinn ist für sie ausgeschlossen. Von den eingegangenen Gebühren werden die Verwaltungskosten abgezogen, ferner ein Betrag von 10 % für die Unterstützungskasse der Genossenschaft. Sämtliche übrigen Einnahmen werden bis auf den letzten Pfennig an die bezugsberechtigten Tonsetzer, Textdichter und Verleger verteilt.“
Nach Gründung der AFMA wurde es in Deutschland recht turbulent. Die GDT/AFMA schloss im Herbst 1903 einen Gegenseitigkeitsvertrag mit der österreichischen „Gesellschaft der Autoren, Komponisten und Musik-Verleger“ (AKM), der eine Vereinbarung zwischen AFMA und AKM darstellte.
1909 gründete die GDT eine zweite Gesellschaft, welche sich ausschließlich mit der Verwertung mechanischer Vervielfältigungsrechte für Schallplatten befasste, die Anstalt für mechanisch-musikalische Rechte GmbH (AMMRE).
Am 1. Januar 1911 löste die AKM den Gegenseitigkeitsvertrag mit der GDT/AFMA. 1913 kündigten 51 Verleger und Komponisten ihren Berechtigungsvertrag mit der GDT/AFMA. Der Berechtigungsvertrag der AFMA wurde durch das Reichsgericht als „nichtig“ angesehen. Daraufhin wurde eine Zusatzvereinbarung durch die E-Musik-Komponisten verfasst, die der AFMA bzw. dem Vorstand der GDT die Weiterführung des AFMA-Berechtigungsvertrages erlaubte.
Am 16. Dezember 1915 wurde die Genossenschaft zur Verwertung musikalischer Aufführungsrechte GEMA gegründet, deren Vorstand und Aufsichtsrat vorwiegend aus Komponisten, Textdichtern und Verlegern der Unterhaltungsmusik (U-Musik) bestand. Zum Vorstand wählte man die Verleger Hermann Rauh und Robert Lienau sowie die Komponisten Heinrich G. Noren und Victor Hollaender. Der Aufsichtsrat bestand aus 9 Mitgliedern: Als Verleger Volkmann, Oertel, Hoffmann, Stahl; als Komponisten Edgar Istel, Johannes Doelber, Walter Kollo; als Textdichter Robert David Winterfeld (Robert Gilbert) und Max Reichardt.
Am 20. Februar 1916 verband sich die GEMA mit der AKM zu einem „Verband zum Schutze musikalischer Aufführungsrechte für Deutschland“. Damit war in Deutschland eine Situation geschaffen, die völlig entgegen den ursprünglichen Interessen von Urhebern und Veranstaltern bzw. Nutzern wirkte – zwei konkurrierende Verwertungsgesellschaften. AFMA = E-Musikautoren / GEMA/AKM = U-Musikautoren.
Nun wurde der bereits spätestens seit Gründung der GDT durch Richard Strauss und Friedrich Rösch betriebene Kampf gegen die von ihnen als „Afterkunst“ bezeichneten U-Musik-Autoren erst richtig schädigend. Es folgte ein jahrelanger wütender Kampf, den Richard Bars, der 1924 Mitglied im Aufsichtsrat der GEMA wurde, wie folgt beschrieb: „Es war nicht bloß eine Sturm-und-Drang-Periode, sondern ein echter Kampfeszustand“. = E-Musik gegen U-Musik.
Am 22. Juli 1930 unterzeichneten Leo Ritter, Gustav Bock, Fritz Oliven, Eduard Künneke und Jean Gilbert (GEMA), Max Butting, Arnold Ebel und Heinz Tiessen (GDT/AFMA) sowie Bernhard Herzmansky und Alfred Kalmus (AKM) in Berlin den Vertrag über den neuen „Verband zum Schutze musikalischer Aufführungsrechte für Deutschland“. Die Geschäftsstelle blieb unter der GEMA-Adresse in der Linkstraße 16 unter der Bezeichnung GEMA-AKM-Organisation. Die GDT war nun nur noch eine von mehreren Komponistenorganisationen. Richard Strauss übernahm den ihm angebotenen Ehrenvorsitz der GDT.
Die Partner GDT/AFMA, GEMA und AKM hatten mit dem Schutzverband (GEMA-AKM-Organisation) eine gemeinsame Inkassostelle gegründet, existierten sonst aber selbstständig weiter. So fungierte die GDT weiterhin als Interessenvertretung vor allem der ernsten Komponisten. Arnold Schönberg hatte es strikt abgelehnt, mit Unterhaltungskomponisten gemeinsame Sache zu machen. Ausgelöst durch einen Artikel im „Schaffenden Musiker“ kritisierte er 1931 in einem Brief an Max Butting heftig das Nebeneinander von E- und U-Musik in einer Verwertungsgesellschaft: „Es ist unmöglich im gleichen Geschäft Perlen, Diamanten, Radium und sonstige teure Dinge zu handeln, wo auch Stecknadeln, alte Hosen und Ramschware verkauft werden. Und es wird nie möglich sein, eine Arbeit, die so viel Zeit erfordert wie die Kontrolle der Schlager und Versageraufführungen zu verrichten, und daneben die Genauigkeit und feine Abschätzung für seltenere Ware zu haben, wie sie die ernste Musik beansprucht.“
Anfang 1932 konnte die AFMA auf ein erstes Jahr gemeinsamer Zusammenarbeit mit GEMA und AKM zurückblicken. Dieses erste normale Jahr nach der Krise verlief, wie der Geschäftsbericht der AFMA vermerkte, reibungslos nach innen, und gemeinsam mit der GEMA wurde der Vertrag mit der ASCAP (USA) getätigt.
Am 24. März 1933 fand auf Betreiben der GEMA eine außerordentliche Generalversammlung statt. Auch auf Seiten der GEMA erkannte man jetzt die Notwendigkeit einer einzigen reichsdeutschen Aufführungsrechtsgesellschaft. Bei ausdrücklicher Betonung der Verbundenheit und Freundschaft zu den österreichischen Kollegen und der österreichischen Schwestergesellschaft erklärte Leo Ritter für die GEMA und Max Butting für die AFMA die Bereitschaft zur Vereinigung der beiden Gesellschaften und zur Gründung einer neuen einzigen reichsdeutschen Aufführungsgesellschaft. Eine mit großer Mehrheit verabschiedete Resolution, die der Komponist Hans Bullerian formuliert hatte, lobte die Umgestaltung der GEMA im Sinne der neuen Regierung und forderte Entsprechendes für die GDT/AFMA. Es solle in Zukunft nur noch eine einzige Standesorganisation der Komponisten geben, nämlich die GDT, und eine einzige Wirtschaftsorganisation, die GEMA.

### Jahre 1933 bis 1990

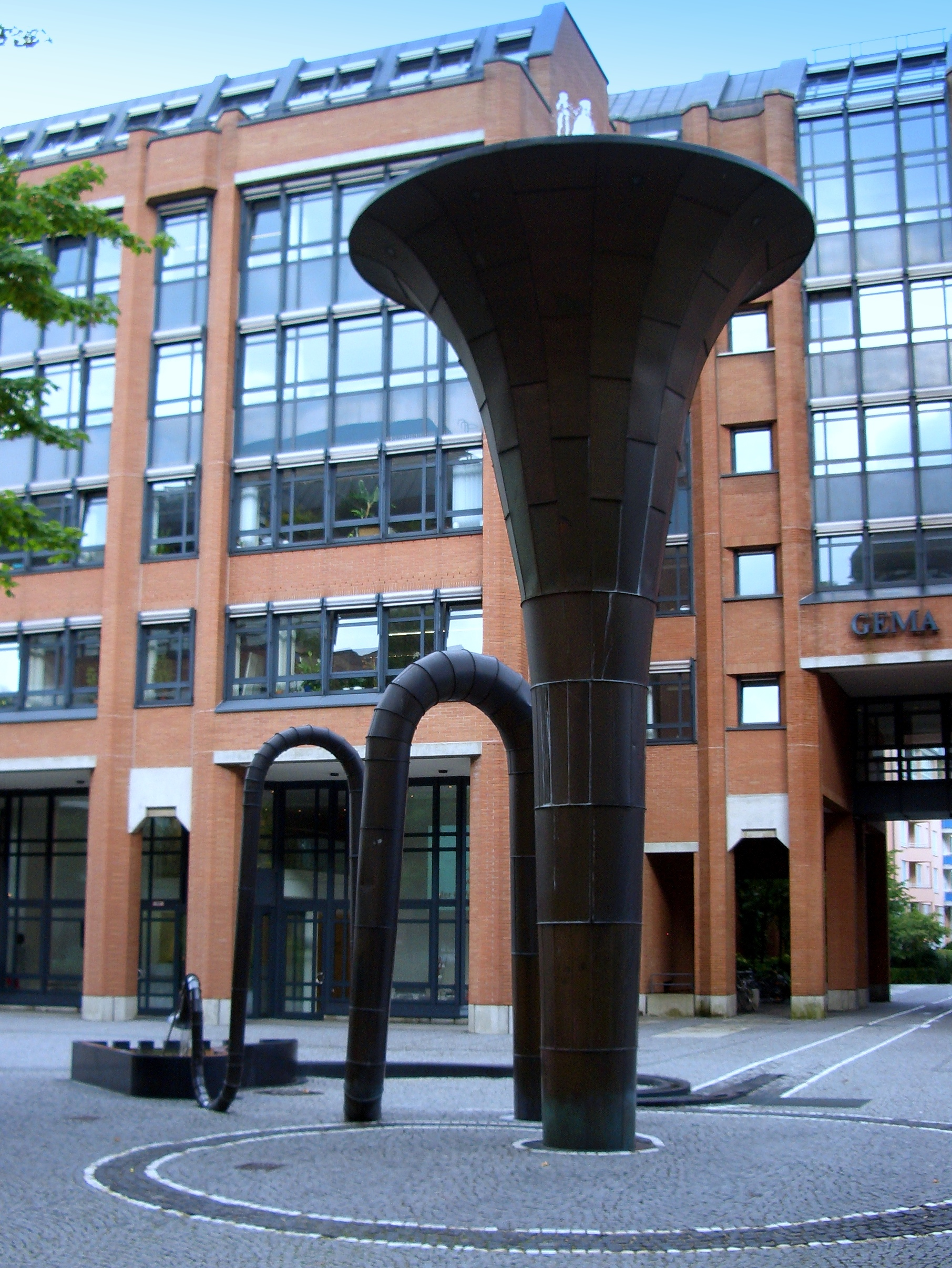
Die GEMA-Generaldirektion München (seit 1990), im Vordergrund der Erich-Schulze-Brunnen

Am 28. September 1933 wurde der Staatlich genehmigten Gesellschaft zur Verwertung musikalischer Aufführungsrechte (STAGMA), hervorgegangen aus dem Verband zum Schutze musikalischer Aufführungsrechte für Deutschland (GEMA-AFMA), das Monopol zur Wahrnehmung von Musikaufführungsrechten erteilt. Die zu dieser Zeit immer noch existierende Anstalt für mechanisch-musikalische Rechte von 1909 (AMMRE) wurde 1938 an die STAGMA angegliedert. Die Reichsmusikkammer unter ihrem Präsidenten Richard Strauss hatte 1934 in ihren Richtlinien festgelegt, dass „Nichtarier grundsätzlich nicht als geeignete Träger und Verwalter deutschen Kulturguts anzusehen“ seien. Dies bedeutete das Berufsverbot für die damals etwa 8000 in der Reichsmusikkammer organisierten Juden. Die STAGMA war fest in das nationalsozialistische Machtgefüge eingebunden und die leitenden Mitglieder der STAGMA waren eingefleischte und freiwillige Nationalsozialisten. Geschäftsführer der Stagma wurde Leo Ritter, der dieses Amt schon seit 1928 bei der ursprünglichen GEMA innehatte und Hitlers Mein Kampf als Prämie für verdiente Mitarbeiter zu verschenken pflegte.
Nach dem Zweiten Weltkrieg war der STAGMA das Einziehen von Gebühren für Aufführungen von musikalischen Werken, aufgrund der Maßgabe des Gesetzes Nr. 191 der alliierten Militärregierung vorübergehend verboten. Am 24. August 1947 hat der Nachrichtenausschuss des Politischen Direktoriums der Alliierten Kontrollbehörde jedoch entschieden, dass deren Tätigkeit fortan unter der Bezeichnung GEMA, Gesellschaft für musikalische Aufführungs- und mechanische Vervielfältigungsrechte, in Übereinstimmung mit den Bestimmungen des Kontrollratsgesetzes 52 genehmigt sei, also das auf die Gesetzgebung des Reichsministers für Volksaufklärung und Propaganda eingeräumte Monopol der Alleinberechtigung zur Vermittlung von Aufführungsrechten (STAGMA-Gesetz) gegenstandslos geworden ist. Vorstand und Generaldirektor von 1947 bis 1989 war Erich Schulze, ihm widmete die GEMA den gleichnamigen Brunnen vor der Generaldirektion in München. Aufsichtsratsvorsitzender war ab 1950 der Komponist Werner Egk. Sowohl Schulze als auch Egk hatten schon in der STAGMA führende Positionen bekleidet. Zum 100-jährigen Bestehen der musikalischen Verwertungsgesellschaft in Deutschland erschien das wissenschaftlich belegte Buch Musik hat ihren Wert von Albrecht Dümling. Dieses stellt ausführlich den Werdegang der urheberrechtlichen Verwertung seit der Gründung des „Gesetzes betreffend das Urheberrecht an Werken der Literatur und der Tonkunst“ im Jahr 1902 dar und es beleuchtet die Rolle der Verwertungsgesellschaft nach der Zeit der nationalsozialistischen Diktatur.
Nach Gründung der DDR und der Spaltung Deutschlands sowie als Folge der Währungsspaltung entstand am 1. April 1951 in der DDR die AWA (Anstalt zur Wahrung der Aufführungs- und Vervielfältigungsrechte auf dem Gebiet der Musik), eine Gesellschaft mit vergleichbaren Aufgaben.
Im Jahre 1982 erzielte der Verein Einnahmen im Wert von 532,8 Millionen Mark der DDR. Nach der Wiedervereinigung und den angekündigten Plänen zur Liquidierung der AWA traten zahlreiche Komponisten und Textautoren der ehemaligen DDR der GEMA bei. Eine der Personen, die sich 1989/90 an vorderster Stelle bei der Neuorganisation der AWA-GEMA engagierten, war der Berliner Komponist Helge Jung. Die AWA wird seit 1990 aufgelöst, besteht allerdings noch immer als Gesellschaft in Liquidation.

### Jahre 1990 bis heute
1990 übernahm der CSU-Politiker Reinhold Kreile die Nachfolge von Erich Schulze. Gegen Ende seiner Amtszeit widmete er sich dem Kampf gegen die Digitalisierung. Er bezeichnete die GEMA als „Leuchtturm der Kultur“ und „Fels in der Brandung der Wogen der Digitalisierung“. Der GEMA sei es erfolgreich gelungen, „unsinnigen Wettbewerb“ zu vermeiden. Das Internet sei für ihn „nichts anderes als ein virtuelles Kaufhaus“, das es in einer feindlichen Übernahme einzuverleiben gelte. Zum Jahresende 2005 ging er in den Ruhestand. Im Jahre 2007 übernahm Harald Heker den Vorstandsvorsitz.
Im Dezember 2019 übernahm die GEMA die Mehrheitsbeteiligung in Höhe von 75,1 % an dem Berliner Digitaldienstleister Zebralution inklusive dessen für die Vermarktung von Podcasts und Hörbüchern sowie weiteren Audio-Contents aktive Tochterfirma zebra-audio.net. Zebralution agiert als eigenständiges Unternehmen unter dem Dach der GEMA und behält seinen Firmensitz in Berlin. Sascha Lazimbat und Kurt Thielen, die das Unternehmen 2004 als ersten Digitalvertrieb für Indie-Labels gegründet haben, bleiben Geschäftsführer. Die Mehrheitsbeteiligung wurde aus den liquiden Mitteln der GEMA bestritten (Working capital).

## Umsatz
|                                                      | 2000   | 2001   | 2002   | 2003   | 2004   | 2005   | 2006   | 2007   | 2008   | 2009   | 2010   | 2011   | 2012    |
| ---------------------------------------------------- | ------ | ------ | ------ | ------ | ------ | ------ | ------ | ------ | ------ | ------ | ------ | ------ | ------- |
| Erträge in Mio. €                                    | 801,4  | 810,5  | 812,5  | 813,6  | 806,2  | 852,2  | 874,4  | 849,6  | 823,0  | 841,1  | 863,0  | 825,5  | 820,20  |
| Aufwendungen in Mio. €                               | 116,9  | 117,9  | 118,7  | 119,4  | 116,0  | 120,3  | 121,7  | 120,3  | 122,4  | 128,0  | 127,1  | 123,2  | 127,9   |
| Verteilungssumme in Mio. €                           | 684,5  | 692,6  | 693,8  | 694,2  | 690,2  | 731,9  | 752,7  | 729,3  | 700,7  | 713,1  | 735,9  | 702,3  | 692,3   |
| Kostensatz                                           | 14,6 % | 14,5 % | 14,6 % | 14,7 % | 14,4 % | 14,1 % | 13,9 % | 14,2 % | 14,9 % | 15,2 % | 14,7 % | 14,9 % | 15,6 %  |
| Effektive Ausschüttungen in Mio. € an die Mitglieder | 302,8  | 317,9  | 312,0  | 354,3  | 328,0  | 334,5  | 312,3  | 325,6  | 322,9  | 334,5  | 299,7  | -      | 316,5   |
| an ordentl. Mitglieder (2012 ca. 3.400)              | 57,6 % | 57,7 % | 58,4 % | 62,8 % | 58,8 % | 62,9 % | 62,3 % | 61,5 % | 64,7 % | 62,9 % | 64,2 % | 65,3 % | 65,16 % |
| an Rechtsnachfolger (2012 ca. 4000)                  | 7,6 %  | 7,5 %  | 7,9 %  | 7,2 %  | 7,7 %  | 7,5 %  | 7,8 %  | 7,5 %  | 7,3 %  | 7,5 %  | 6,8 %  | 6,6 %  | 6,4 %   |
| an außerordentl. Mitglieder (2012 ca. 6.500)         | 9,0 %  | 9,3 %  | 8,2 %  | 7,2 %  | 9,0 %  | 6,8 %  | 5,8 %  | 7,4 %  | 5,8 %  | 5,1 %  | 4,8 %  | 4,8 %  | 4,2 %   |
| an angeschl. Mitglieder (2012 ca. 53.000)            | 25,8 % | 25,6 % | 25,5 % | 22,8 % | 24,6 % | 22,8 % | 24,1 % | 23,6 % | 22,2 % | 24,5 % | 24,1 % | 23,3 % | 24,2 %  |

Die Erträge der GEMA werden nach Abzug der Aufwendungen an die Rechteinhaber (davon ca. 40 % an die Mitglieder und 60 % an andere Berechtigte) ausgezahlt. Dabei entfielen im Jahre 2012 durchschnittlich ca. 60.000 € auf jedes ordentliche Mitglied, ca. 2.060 € auf jedes außerordentliche Mitglied, sowie ca. 1.400 auf jedes angeschlossene Mitglied. Die Binnenverteilung innerhalb der Statusgruppen ist vertraulich. Unter den Rechtsnachfolgern gehörten im Jahre 2010 zur Gruppe der ordentlichen Mitglieder 33 Personen (1 %), zu den außerordentlichen Mitgliedern 6 Personen (0,1 %) und zu den angeschlossenen Mitgliedern 3.749 Personen (6,9 %).
Die Zahlen verdeutlichen, dass die interne Verteilung der Bezüge der Gruppe der ordentlichen Mitglieder gegenüber denen der außerordentlichen Mitglieder kontinuierlich zugenommen hat, was auch eine Folge des Anwachsens der Zahl angeschlossener Mitglieder ist.

## Gegenseitigkeitsverträge
Für die Aufführungs- und Senderechte hat die GEMA mit Stand von August 2015 mit 76 ausländischen Schwestergesellschaften Gegenseitigkeitsverträge abgeschlossen. Für die mechanischen Vervielfältigungsrechte gibt es Gegenseitigkeitsverträge mit 54 verschiedenen Verwertungsgesellschaften.
Ein Gegenseitigkeitsvertrag dient der wechselseitigen Rechteeinräumung; dabei überträgt die ausländische Verwertungsgesellschaft die Aufführungs- und Senderechte sowie Vervielfältigungsrechte des gesamten Repertoires zur Wahrnehmung im Hinblick auf in Deutschland stattfindende Verwertungen auf die GEMA, und die GEMA räumt ihrerseits umgekehrt den ausländischen Verwertungsgesellschaften für deren Bereich die entsprechenden Rechtspositionen ein.
Die jeweils fremde Gesellschaft nimmt für die wahrnehmende Verwertungsgesellschaft dabei die Stellung einer Treuhänderin wahr: Sie hat keinen Einfluss darauf, wie und wann die andere Verwertungsgesellschaft die vereinnahmten Tantiemen an ihre Urheber ausschüttet.
Mit Stand von August 2015 vertritt die GEMA auf Grundlage von insgesamt 153 Verträgen über 2 Millionen Musikurheber aus aller Welt und pflegt in ihrer Werkedokumentation die Daten von mehr als 15 Millionen Werken.
International haben sich die Verwertungsgesellschaften in Dachorganisationen wie der CISAC zusammengeschlossen, die sie auch als Interessenvertretungen gegenüber Regierungen, internationalen Organisationen und gegenüber der Europäischen Gemeinschaft nutzen.

## Vorteile für Musiknutzer
Nicht nur Urheber profitieren davon, dass die GEMA ihre Nutzungsrechte verwaltet. Nutzer von urheberrechtlich geschützten Werken profitieren davon, dass sie nicht für jedes Lied mit den Urhebern verhandeln und die Bezahlung regeln müssen.

## Kontroversen
Die GEMA ist oft Bestandteil von Diskussionen über Urheberrecht, Privatkopie, Webradio und Filesharing. Gerade die Pauschalabgaben für Datenträger und Geräte zum Beschreiben dieser Datenträger werden hinterfragt, zumal den Käufern oft nicht klar ist, welche Rechte sie durch diese Beträge erwerben.
In einer von Monika Bestle initiierten Online-Petition vom 19. Mai 2009 fordern Künstler und Veranstalter eine Korrektur der GEMA-Vorschriften hinsichtlich einer besseren Transparenz, angepassten Zahlungsmodalitäten und anderen Kritikpunkten. Die Petition wurde von 106.575 Bürgern mitunterzeichnet und am 27. Juni 2013 vom Petitionsausschuss des deutschen Bundestages beraten. In der Antwort wird zunächst klargestellt, dass es sich bei der GEMA um keine Behörde handle und sich die Prüfung daher darauf beschränke, ob gesetzlicher Handlungsbedarf bestehe und die öffentliche Kontrolle in ausreichender Weise funktioniere. Der Petitionsausschuss könne darüber hinaus nur Empfehlungen aussprechen, zu deren Umsetzung die GEMA gesetzlich nicht verpflichtet sei.
Nach Ansicht des Petitionsausschusses bestünden keinerlei verfassungs- oder vereinsrechtliche Bedenken gegen die GEMA als Verwertungsgesellschaft. Der Petitionsausschuss betont die überragende Bedeutung der Musikkultur für Deutschland. Dies gelte erst recht im Zeitalter der Globalisierung und der Gefährdung der Urheberrechte durch das Medium Internet. Der Petitionsausschuss hat jedoch erhebliche Bedenken, ob die Belange der Berechtigten angesichts der Dreiteilung der Mitglieder in ordentliche, außerordentliche und angeschlossene ausreichend wahrgenommen werden. Es herrsche eine sehr einseitige Machtverteilung zugunsten der ordentlichen Mitglieder. Der Petitionsausschuss geht nicht davon aus, dass die GEMA dieses Problem selber lösen könne, und drängt auf ein Eingreifen der Staatsaufsicht. Bzgl. des „PRO-Verfahrens“ zur Abrechnung stellt der Petitionsausschuss fest, dass durch dessen Abschaffung durch die GEMA dem Interesse der Petition bereits entsprochen wurde. Die Kritik am PRO-Verfahren wird nachträglich als gerechtfertigt bezeichnet und bemängelt, dass die Staatsaufsicht nicht eingegriffen habe.
Hinsichtlich der Tarife gegenüber Kleinveranstaltern kann der Petitionsausschuss kein erhebliches Missverhältnis feststellen, weist die GEMA jedoch darauf hin, weiterhin an der Verbesserung der Transparenz zu arbeiten und nicht-professionelle Veranstalter aktiv auf Ersparnismöglichkeiten hinzuweisen. Der Petitionsausschuss empfiehlt der GEMA, ihre Nachwuchsförderung zu überdenken und Kleinveranstalter zu entlasten. Ebenso wird empfohlen, kostenfreie Streamingmöglichkeiten auf der Homepage von Nachwuchskünstlern und CC-Lizenzen zu ermöglichen. Hinsichtlich des Vergleichs und der Zusammenarbeit der GEMA auf europäischer Ebene erklärt sich der Petitionsausschuss für nicht zuständig. Diesbezüglich solle die Petition an das BMJ und das DPMA weitergeleitet werden. Der Petitionsausschuss sieht keine ausreichenden Hinweise für ein Fehlverhalten des DPMA als Aufsichtsbehörde bezüglich einzelner Beschwerden, erkennt jedoch strukturelle und personelle Mängel bei der Aufsicht. Er empfiehlt daher, die Aufsicht bei einer Regulierungsbehörde des Bundes anzusiedeln und diese mit einer ausreichenden Personaldecke auszustatten.
Die deutsche Sängerin Barbara Clear klagte wegen angeblicher Unstimmigkeiten in der Abrechnung 2009 gegen die GEMA, unterlag im Urteil jedoch in allen Punkten, Clears Berufung wurde 2010 in vollem Umfang zurückgewiesen.
Am 28. Mai 2010 wurde bekannt, dass zwei Mitarbeiter sowie zehn Mitglieder der GEMA in einen Betrugsskandal verwickelt waren, bei dem Gelder für Veranstaltungen ausgezahlt waren, die nie stattgefunden hatten. Ein weiteres Betrugsverfahren gegen einen anderen GEMA-Mitarbeiter in einem anderen Fall war zur gleichen Zeit noch anhängig. Auf einer diesbezüglichen Pressekonferenz ließ der damalige Vorstandsvorsitzende der GEMA, Harald Heker, verlautbaren: „Wenn ein solches System durch hohe kriminelle Energie umgangen wird, ist ein solches System machtlos.“
Im Januar 2011 versandte die GEMA im Auftrag der VG Musikedition ein Schreiben an 36.000 Kindergärten, in dem ein Pauschaltarif für Kopien von urheberrechtlich geschützten Noten und Liedertexten angeboten wurde. In der Öffentlichkeit und insbesondere in Internet-Foren wurde vielfach die GEMA als Urheber des Briefes dargestellt und behauptet die „GEMA mahne Kindergärten ab“ oder es falle nun eine Gebühr für das Singen von Kinderliedern an. Die GEMA hat bei diesem Vorgang jedoch lediglich administrative Tätigkeiten für die kleinere VG Musikedition übernommen.
2012 entschied der Veranstalter der nichtgewinnorientierten Veranstaltung Evoke, keine Wettbewerbsteilnehmer zuzulassen, die Mitglieder bei der GEMA oder anderen internationalen Verwertungsgesellschaften sind, da ansonsten Lizenzgebühren an die GEMA in Höhe von 4.500 € anfallen. Diese Zahlung würde die Veranstaltung gefährden.

### Kontroversen mit Künstlern
Für viel Aufsehen sorgte ein Radiointerview des Künstlers Sven Regener von der Band Element of Crime im März 2012. Im Bayerischen Rundfunk kritisierte Regener heftig die Kostenlos-Kultur im Musikgeschäft und setzte sich vehement für eine Stärkung des Urheberrechts und für die GEMA ein (Regener: „Die GEMA sind wir, die Komponisten und Textdichter“). Urheberrechtsverweigerern warf er vor, den Wert von Kunst zu untergraben. Auch an YouTube, dem Videoportal des Internetkonzerns Google, übte er Kritik. Google verdiene Milliarden, sei aber nicht bereit, den Künstlern etwas von seinem Gewinn abzugeben.

### Kontroverse mit YouTube
Nach Ablauf eines Lizenzvertrags mit dem Internetvideoanbieter YouTube 2009 kam keine Einigung über neue Vertragsbedingungen zustande. Daraufhin wurde ab dem 5. März 2009 der Zugriff mit einer deutschen IP-Adresse auf viele Musikvideos gesperrt.
Im Jahr 2011 wurde die Website der GEMA anlässlich der nicht erfolgten Einigung mit YouTube bis zum 22. August zweimal zum Ziel eines Internetangriffs. Zu beiden Attacken bekannte sich das Kollektiv Anonymous, das der GEMA überzogene Forderungen in Bezug auf die verlangten Lizenzgebühren für die abgerufenen Videos vorwarf. Beim ersten Angriff im Juni 2011 wurde der GEMA-Server mit einer DoS-Attacke lahmgelegt. Am 22. August attackierten die Hacker direkt die Inhalte der Seite und leiteten sie auf eine auf den Streit mit YouTube anspielende Grafik um. Zusätzlich gelang es Anonymous, in das interne Firmennetzwerk vorzudringen und Benutzernamen mit Passwörtern auszulesen, die daraufhin über Twitter veröffentlicht wurden.

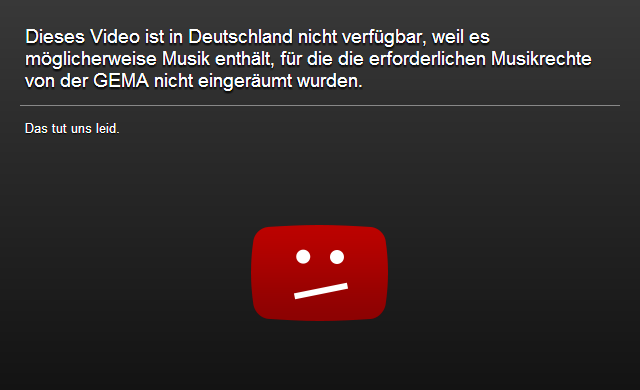
Meldung eines von YouTube geblockten Videos in Deutschland (nach der im Oktober 2016 erreichten Einigung erscheint die Meldung seltener)

Am 20. April 2012 gab das Landgericht Hamburg der GEMA im Streit gegen YouTube Recht und ordnete die Löschung von sieben urheberrechtlich geschützten Videoclips von der Plattform an. Am 21. Mai 2012 ging die GEMA trotz des Erfolges gegen das Urteil in Berufung, da auf das Urteil erfolgte Gespräche nach GEMA-Angaben weiterhin erfolglos blieben und die Musikverwertungsgesellschaft die Rechtssicherheit für ihre Mitglieder nicht gewährleistet sieht. Zudem fordert die GEMA mehr Transparenz der Google-Tochter bei den laufenden Verhandlungen. Darauf legte auch YouTube Berufung gegen das Urteil vom 20. April ein mit der Begründung, dass der „Einsatz von Filtern Innovationen und Meinungsfreiheit im Internet beeinträchtigen“ würde. Durch diese Auseinandersetzung konnte auch das bis dahin weltweit erfolgreichste Internetvideo Gangnam Style (in der Originalversion vom 15. Juli bis 5. Dezember über 883,3 Millionen „Views“ und 5,6 Millionen „Likes“, beides Weltrekord ohne Deutschland) des südkoreanischen Rappers Psy nicht in der Originalversion betrachtet werden.
Am 16. Dezember 2013 einigten sich YouTube-Wettbewerber im Verband Privater Rundfunk und Telemedien (Mitglieder bspw. MyVideo, Clipfish, tape.tv) mit der GEMA auf einen Gesamtvertrag, der es den Plattformen unter anderem erlaubt, Musikstücke der in der GEMA vertretenden Künstler gegen Zahlung von Pauschalen online verfügbar zu lassen.
2013 wurde YouTube durch die GEMA mit der Forderung abgemahnt, ab sofort auf die umstrittene Formulierung ihrer Sperrtafeln zu verzichten. Bis dahin zeigten die Sperrtafeln folgenden Wortlaut: „Leider ist dieses Video in Deutschland nicht verfügbar, da es Musik enthalten könnte, für die die GEMA die erforderlichen Musikrechte nicht eingeräumt hat. Das tut uns leid.“ YouTube ließ die gesetzte Frist der Abmahnung unkommentiert verstreichen, woraufhin die GEMA die Unterlassungsklage einreichte. Das Urteil des Münchner Landgerichts am 25. Februar 2014 fiel zu Gunsten der GEMA aus und befand den gewählten Wortlaut als irreführend und anschwärzend. In der Urteilsbegründung heißt es, die Hinweise seien irreführend, da sie vom durchschnittlichen Nutzer so verstanden würden, dass die GEMA für die gesperrten Videos zwar die Rechte einräumen könnte, dies aber nicht tue. Im Mai 2015 bestätigte das OLG München das Urteil in zweiter Instanz.
Danach hatte Google die Anzeige der Sperrtafeln mit folgender abgeänderter Formulierung veranlasst: „Dieses Video ist in Deutschland leider nicht verfügbar, da es Musik enthalten könnte, über deren Verwendung wir uns mit der GEMA bisher nicht einigen konnten. Das tut uns leid.“
Am 1. November 2016 gaben YouTube und die GEMA bekannt, dass sie sich über einen neuen Lizenzvertrag geeinigt haben. Damit wurde rückwirkend ab 2009 die Abgeltung der Musiknutzung geregelt und die Videos der von der GEMA vertretenen Musiker wieder freigegeben. Dies führte zur Überfälligkeit der Plattform „tape.tv“, und binnen zwei Wochen zur Schließung.

## Kritik

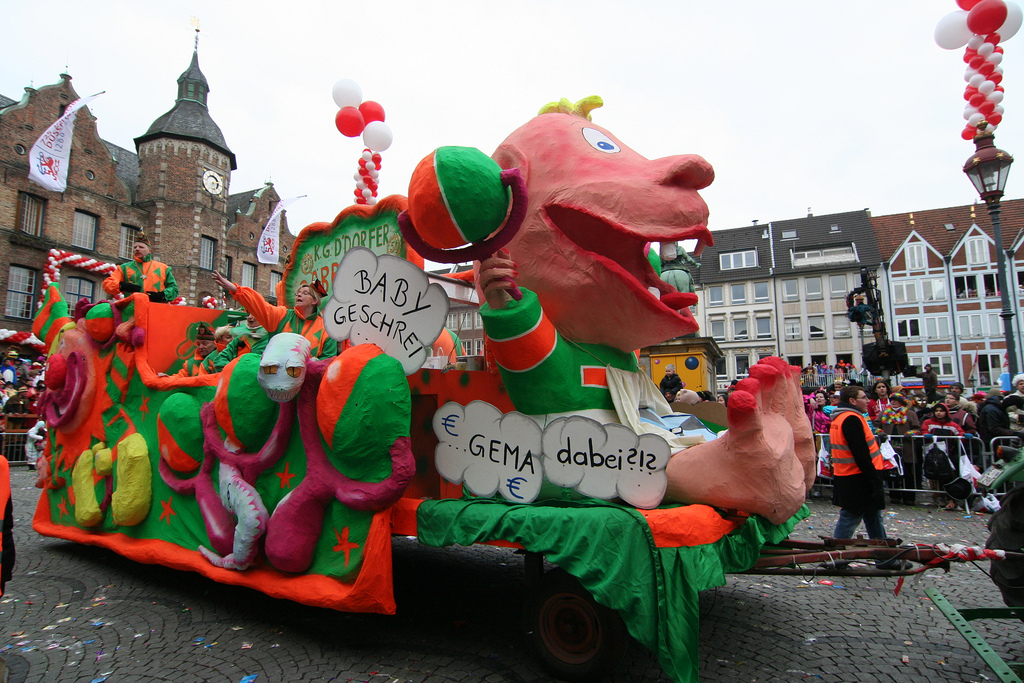
Karnevalswagen beim Düsseldorfer Karneval 2013 mit GEMA-Kritik

Beim deutschen Bundestag gingen in den 14 Jahren von 1998 bis 2012 etwa 1863 Anti-GEMA-Petitionen ein.

### Aus Sicht der Mitglieder
- Nach den Vertragsbedingungen ist jedes Mitglied verpflichtet, jedes einzelne seiner Werke anzumelden, sofern dafür öffentliches Aufkommen zu erwarten ist. Nach § 1 des GEMA-Berechtigungsvertrags (BerV) räumt der Berechtigte der GEMA als Treuhänderin umfassende ausschließliche Nutzungsrechte an allen seinen bereits bestehenden und zukünftig geschaffenen Werken ein. Es ist nicht mehr möglich, einzelne Werke unter einer anderen (zum Beispiel einer freien) Lizenz zu veröffentlichen. Ebenso ist es nicht möglich, nicht-kommerzielle Nutzung freizustellen, etwa eine „nc“-Variante von Creative Commons, wie es in Frankreich neuerdings möglich ist. Nach Ansicht der GEMA wäre es ihr dann nicht mehr möglich, eine effektive und wirtschaftliche Rechtewahrnehmung zu gewährleisten, was auch die EU-Kommission verstehen soll (nach Belegen und Gerichtsentscheidungen aus den Jahren 1971 bis 1974). Man kann nur die Rechtewahrnehmung für einzelne Rechtsbereiche („Sparten“) und/oder Länder für alle Werke kündigen und selbst verwalten,[65] beispielsweise Online-Musikrechte ausschließen.
- Die übliche Vertragslaufzeit für Angehörige der EU-Mitgliedstaaten beträgt drei Jahre.[66] Einmal angemeldete Werke können in der Regel nicht ohne weiteres wieder freigegeben werden, da dem anderweitige Verträge der GEMA mit Kunden entgegenstehen. Die ursprüngliche Vertragslaufzeit von sechs Jahren hat die Europäische Kommission in zwei Entscheidungen aus den Jahren 1971 und 1972 wegen missbräuchlicher Ausnutzung einer marktbeherrschenden Stellung untersagt,[67] was durch ein Urteil des Europäischen Gerichtshofs bestätigt wurde.[68] Für Angehörige anderer Staaten gelten weiterhin sechs Jahre Vertragslaufzeit.[69]
- Weiterhin wird kritisiert, dass es ein Missverhältnis zwischen Einnahmen und Ausschüttungen im Bereich der Aufführung von U-Musik und bei Musikaufführungen gebe. Die GEMA erklärt den Unterschied mit dem hohen Erfassungsaufwand bei diesen Veranstaltungen. Die sogenannten Musikfolgen müssen immer noch manuell erfasst werden und bedürfen einer Unterschrift, um als rechtskräftige Dokumente zu gelten.

### Aus Sicht der Verbraucher
- Bei der öffentlichen Nutzung von Unterhaltungs- und Tanzmusik geht die GEMA grundsätzlich so lange von einer lizenzpflichtigen Verwendung von Stücken aus dem GEMA-Repertoire aus, bis der Nutzer der Musikstücke per ausgefülltem Musikfolgebogen die Nichtmitgliedschaft der Urheber in der GEMA oder die Gemeinfreiheit der Werke belegt. Vielfach ist in der Öffentlichkeit daher der Eindruck entstanden, die GEMA würde dadurch Gebühren einnehmen, die ihr mangels vertraglicher Zusage gar nicht zustehen würden. Die GEMA praktiziere damit eine rechtlich sanktionierte und unter dem Stichwort GEMA-Vermutung viel diskutierte Umkehr der Beweislast.[15][70] In den dazu vorliegenden Rechtssätzen des Bundesgerichtshofes bzw. der ständigen Rechtsprechung wird der Begriff „Unterhaltungsmusik“ regelmäßig als Bezeichnung für diese eine Art von Musik benutzt, die maßgeblich, bzw. tatsächlich aufgrund von Gegenseitigkeitsverträgen mit in- und Ausländischen Verwertungsgesellschaften nahezu ausschließlich dem Bestand des GEMA-Repertoires angehört. Von der GEMA können also auch Musikurheberrechte von Nichtmitgliedern wahrgenommen werden, soweit diese auch tatsächlich eine Verwertungsgesellschaft dazu berechtigt haben, ihre Musik auf diese Weise unter der Repertoirebezeichnung bzw. durch das Tarifmerkmal „Unterhaltungsmusik“ (U-Musik) der GEMA zu lizenzieren. Dieser Tatsache entsprechend ist der Begriff „Unterhaltungsmusik“ als Synonym für GEMA-Repertoire zu betrachten und bewirkt im juristischen Sinne eine sogenannte tatsächliche Vermutung, die aus Sicht der Gema eine entsprechende Beweislastumkehr durchaus rechtfertigt.

### Aus Sicht der Streaming-Dienste
- 2019 erhöhte die GEMA ihre Tarife für die Onlinenutzung gleich zwei Mal: Zum Januar 2019 erhöhte sie ihre Tarife VR-OD8 (für „unlimitierte Abonnements“) und VR-OD9 (für „Ad-funded Streaming-Angebote“) um fast 50 %. Im Oktober 2019 legte sie nochmal nach und erhöhte den Tarif VR-OD8 ein weiteres Mal. Dies führte dazu, dass die GEMA nun gleich zwei Mal ihre neuen Tarife bei der zuständigen Schiedsstelle nach dem Verwertungsgesellschaftengesetz rechtfertigen muss. Antragssteller der Verfahren sind der Bitkom e. V. und der VAUNET e. V., die die Streaming-Dienste in dem Verfahren vertreten.

### Aus Sicht der Clubbetreiber und Discobesitzer
- Im April 2012 sahen sich Diskothekenbesitzer durch die GEMA mit Bescheiden über die neue Gebührenordnung verärgert, da sie eine Kostensteigerung von teilweise über 1000 % für das Jahr 2013 vorsah.[71][72] Die GEMA bestreitet nicht, dass es mit den neuen Tarifen für manche Clubs, im Speziellen Diskotheken, zu Gebührenerhöhungen um das Zehnfache kommen kann, ist aber der Ansicht, dass das Einzelfälle seien. Begründet wird die Tarifveränderung von der GEMA mit dem an sie heran getragenen Wunsch nach einer Vereinfachung der Gebührenordnung sowie einer gerechteren Verteilung der Veranstaltertarife zwischen Kulturveranstaltern und Diskotheken. Die Diskotheken hätten über Jahre wesentlich weniger gezahlt als die Kulturveranstalter und es gab zu Recht extrem viel Kritik an den Subventionen gegenüber den Diskotheken, auch seitens der Politik. Dabei kritisiert die GEMA die einseitige Darstellung des DEHOGA, der die Angemessenheitsregel, die die tatsächliche Besucherzahl für die Vergütung zu Grunde legt, bei ihren Aufstellungen verschweigen würden. 60 % der Veranstalter bezahlen auf Grund der neuen Tarife entweder gleich viel, oder gar weniger, entgegnet die GEMA. Insbesondere würden die kleineren Clubs entlastet werden.[73]
- Laut einer Tabelle auf der GEMA-Internetseite werden die meisten Tarife für 2013 als niedriger angegeben, allerdings zahle ein Frankfurter Club mit einer Größe von 300 Quadratmetern derzeit pauschal ungefähr 8.000 € bis 10.000 € im Jahr GEMA-Gebühren, was (bei 300 Gerechneten Betriebstagen) den Betrag von 26,76 €, bzw. 33,33 € pro Abend ergibt, was eine Tariferhöhung von 500 % bedeuten würde.
- Weitaus höher sei die Erhöhung laut Tarifrechner auf der Seite vom Verband Deutscher Discotheken und Tanzbetriebe. Bei den pauschalen Rechenbeispielen des Verbandes wird allerdings die theoretische Maximumpauschale angegeben.[72] Bei den pauschalen Rechenbeispielen wird die Angemessenheitsregel nicht angewendet, die jedem Veranstalter die Möglichkeit bietet, die tatsächlichen Zuschauerzahlen zur Grundlage der Vergütung zu machen. Des Weiteren wird auch die Vermutung in den Medien lauter, dass im Speziellen Diskotheken auf Grund von Besucherzahlen nicht abrechnen wollen, da diese zuvor nicht kontrolliert und ebenso nicht in vollem Umfang erfasst wurden.[74]
- Das Aktionsbündnis Kultur-retten.de – ein Aktionsbündnis von Veranstaltern, Club Betreibern, DJs, Event Agenturen, Musikern, Tanzschulen, Tänzern, Verbänden und Musikbegeisterten aus ganz Deutschland, aus deren Sicht eine Angemessenheit bei der Tarifgestaltung der GEMA Tarife für 2013 nicht mehr gewahrt wurde – initiierte eine Online-Petition auf openPetition mit über 305.000 Unterstützern. Diese Petition ist bis heute die größte in der deutschen Geschichte.[75][76][77]
- Anhand einer Beispielrechnung belegt die Bundesvereinigung der Musikveranstalter, dass beispielsweise für einen Club mit zwei Tanzflächen von insgesamt 720 Quadratmetern bei 8 € Eintritt statt jährlich 21.553 € nun 147.916 € fällig würden (pro Tag 405,25 €). Erhöhen würden sich die Gebühren um 50 %, wenn die Musikaufführung länger als fünf Stunden laufe. Es würden viele Modellrechnungen kursieren. Demnach profitieren nur einmalige Veranstaltungen wie Schützenfeste und sehr kleine Clubs von der neuen Regelung.[76]
- In der Initiative „Clubs am Main“ haben sich mehr als 20 Diskothekeninhaber zusammengeschlossen, um Widerstand gegen die neue Tarifordnung zu leisten, da sie zu einem Clubsterben führe, sagt Matthias Morgenstern, Vorsitzender des Vereins und Inhaber des Tanzhaus West.[78][79] Die jährliche Zahlung des Cocoon Club an die GEMA würde laut Angabe des Clubs von 14.000 € auf 165.000 € wachsen. Von einer Steigerung von 10.000 € auf mehr als 50.000 € geht das „Travolta“ aus. Das Tanzhaus West soll danach statt 1.500 € mehr als 50.000 € zahlen.[72] Der Berliner Techno-Club Berghain gibt an, er müsste ab 2013 bis zu 1.400 % mehr als bisher an die GEMA abgeben und stellt eine mögliche Schließung in Aussicht.[80]
- Am 30. Juni 2012 demonstrierte der Verband Deutscher Discotheken und Tanzbetriebe, indem in 500 Clubs und Diskotheken von 23:55 Uhr bis Mitternacht die Musik ausgestellt wurde. Der Geschäftsführer des Discothekenverbandes BDT, Stephan Büttner wollte mit dieser Aktion die Gäste über die Auswirkungen der neuen Tarife informieren.[81][82]
- Laut Ralf Scheffler, Inhaber des Frankfurter Kulturzentrums Batschkapp, gehe die GEMA von einer maximalen Besucherauslastung der Clubs und Diskotheken aus. In seinen Club passten 2.000 Besucher, allerdings seien meist nur 500 Besucher anwesend. Nach der neuen Reform müsse er aber immer für 2.000 Gäste zahlen, auch wenn diese nicht anwesend wären. Scheffler würde deshalb künftig auf Disko-Veranstaltungen verzichten, da er 2013 statt 3.000 € nun 60.000 € bezahlen müsse.[72]
- Der Chef der Berliner Senatskanzlei, Staatssekretär Björn Böhning, forderte in einem Brief an die GEMA ein Überdenken der Pläne. Laut Böhning habe Berlin eine kreative und innovative Musikszene, für die Clubs und Konzerte wichtig seien. Als wichtige Grundlage für das Gewerbe bräuchten diese bezahlbare Gebührensätze. Böhning bat die GEMA, ihre Forderungen zu überdenken.[83]
- Beim Koblenzer Weihnachtsmarkt 2024 wurden die Chorauftritte abgesagt, da GEMA-Gebühren im fünfstelligen Bereich angefallen wären, die für die Veranstalter nicht tragbar waren. Trotz unveränderter Gesetzeslage erklärte die GEMA in diesem Jahr überraschend, dass der bisherige Rahmenvertrag nicht mehr anwendbar ist und nun Gebühren für das gesamte Gelände des Weihnachtsmarkts zu zahlen sind.[84][85]

## Deutscher Musikautorpreis
Seit 2009 verleiht die GEMA jährlich den Deutschen Musikautorenpreis. Unter dem Motto „Autoren ehren Autoren“ findet die Preisverleihung in Berlin in Anwesenheit von rund 300 Gästen aus Musik, Kultur, Wirtschaft, Medien und Politik statt. Mit dem Deutschen Musikautorenpreis werden Komponisten und Textdichter für herausragende Qualität ihrer Werke ausgezeichnet – der von der GEMA initiierte Preis wird jährlich in zehn Kategorien verliehen, die Preisträger bestimmt eine unabhängige Fachjury, die aus Komponisten und Textdichtern der verschiedenen Musikrichtungen sowie Produzenten besteht. Der Preis für die Kategorie Nachwuchs ist mit 10.000 € dotiert. Alle anderen Kategorien sind undotiert.